# Shaunavon
Shaunavon es un pueblo canadiense situado en la provincia de Saskatchewan.

## Superficie
Shaunavon tiene una superficie de 4,8 km².

## Demografía
En 2021, tenía 1784 habitantes, una densidad poblacional de 371,7 hab./km², y 929 viviendas.